# Maria Isern i Ordeig
Maria Isern i Ordeig (Vic, 23 de novembre de 1994) és una poeta catalana, que exerceix d'investigadora de la literatura i narratives contemporànies.
Formada en Estudis Literaris a la Universitat de Barcelona i amb un màster en Construcció i Representació d'Identitats Culturals a la Universitat de Roma La Sapienza, ha escrit i publicat articles en l'àmbit dels estudis de gènere, cos i sexualitat, treballant i vivint a Barcelona i, durant menys temps, a Roma. També participa en projectes del món audiovisual i col·labora amb la revista Caràcters. És autora de Sostre de Carn (laBreu edicions, 2017), que és el fruit d'explorar, amb un peu dins i un altre fora de l'acadèmia, la fantasia de l'expansió infinita d'un cos i els plaers de frustrar l'experiment. Aquesta obra va ser guardonada amb el Premi Francesc Garriga de poesia de 2017. Actualment, treballa en una tesi sobre la relació entre l'ull i el forat en les narratives contemporànies.